# Conrad Buchau
Conrad Buchau (* um 1600 in Dresden; † 2. Juli 1657 ebenda) war ein deutscher Bildhauer.

## Leben
Conrad Buchau ist der Vater von Abraham Conrad  Buchau. Er bekam eine Ausbildung und  Mitarbeit in der Familienbildhauerei Johann Böhme in Schneeberg und in der Familienbildhauerei Hans Walther in Dresden. Die Bürgerrechte der Stadt Dresden wurden ihm im Jahr 1622 verliehen. Durch die Mitarbeit der Familienmitglieder und weiterer Bildhauer entstand eine Art von Bildhauerschule Buchau in Dresden mit einem Wirkungskreis über die sächsische Landesgrenze hinaus. Er wurde auf dem Frauenkirchhof Dresden beerdigt.

## Werke (Auswahl)
- Sandsteinfiguren mit Jagdmotiven für das Jagdschloss in Grillenburg
- 1644: Sandsteinaltar und Predella des Altars für die Kirche Maria am Wasser in Dresden-Hosterwitz
- 1645: Jäger mit Hund und Hifthorn (Signalhorn), Museum für Sächsische Volkskunst, Staatliche Kunstsammlungen Dresden